# Urge Overkill
Urge Overkill je americká rocková skupina. Založili ji roku 1985 v Chicagu studenti Severozápadní univerzity Nash Kato (vlastním jménem Nathan Kaatrud) a Eddie Roeser. Urge Overkill vystupovali jako předkapela na turné Nirvany a Pearl Jam. Jejich singl „Sister Havana“ se v roce 1993 umístil na šesté příčce americké hitparády Alternative Songs. Největší úspěch zaznamenali s coververzí písně Neila Diamonda „Girl, You'll Be a Woman Soon“, kterou režisér Quentin Tarantino použil ve filmu Pulp Fiction: Historky z podsvětí (1994). Skupina se rozpadla roku 1997 (Nash Kato vydal v roce 2000 sólovou desku Debutante), v roce 2004 obnovila činnost.

## Diskografie

### Studiová alba
- 1989 Jesus Urge Superstar (Touch and Go Records)
- 1990 Americruiser (Touch and Go Records)
- 1991 The Supersonic Storybook (Touch and Go Records)
- 1993 Saturation (Geffen Records)
- 1995 Exit the Dragon (Geffen Records)
- 2011 Rock & Roll Submarine (UO Records)

### Kompilace
- 1993 The Urge Overkill Story...Stay Tuned: 1988-1991 (Touch and Go Records)

### Živé album
- 2004 Live at Maxwells 2/5/04 (eMusicLive)